# Faux-Fresnay
Faux-Fresnay je francouzská obec v departementu Marne v regionu Grand Est. Žije zde 330 obyvatel.

## Geografie
Obec leží u hranic departementu Marne s departementem Aube.

### Sousední obce
| Růžice kompasu |                           | Corroy       | Gourgançon             | Růžice kompasu |
| Růžice kompasu | Angluzelles-et-Courcelles | Sever        | Salon (Aube)           | Růžice kompasu |
| Růžice kompasu | Angluzelles-et-Courcelles | Faux-Fresnay | Salon (Aube)           | Růžice kompasu |
| Růžice kompasu | Angluzelles-et-Courcelles | Jih          | Salon (Aube)           | Růžice kompasu |
| Růžice kompasu | Thaas Saint-Saturnin      | Courcemain   | Plancy-l'Abbaye (Aube) | Růžice kompasu |